# Friedrich Zawrel

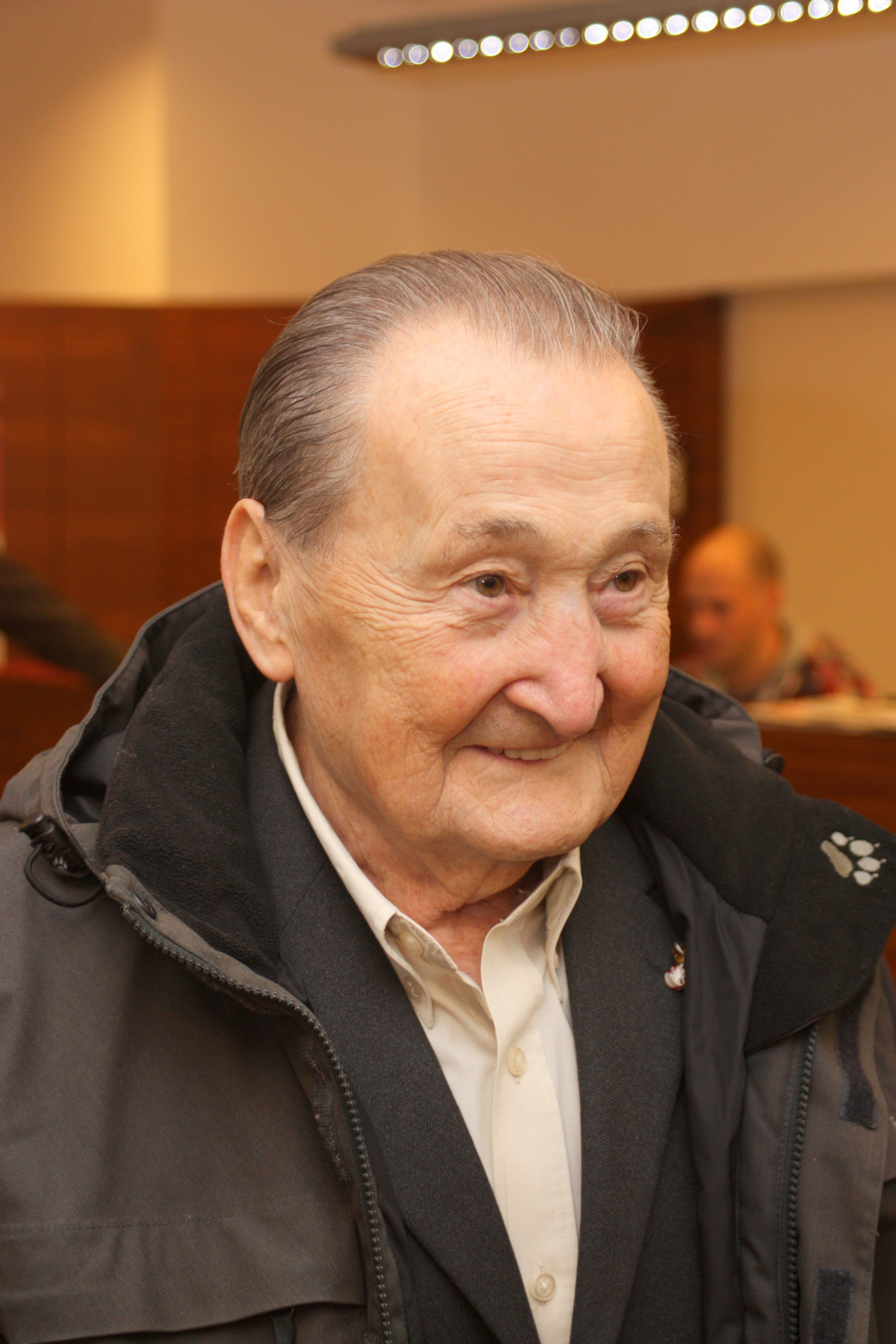
Friedrich Zawrel 2013
Foto: Christine Kainz

Friedrich Zawrel (* 17. November 1929 in Lyon als Friedrich Pumperla; † 20. Februar 2015 in Wien) war ein österreichischer Überlebender des Kinder-Euthanasie-Programms während der Zeit des Nationalsozialismus.
Friedrich Zawrels Kindheit zählt zu den am besten dokumentierten Lebensläufen von Kindern in Österreich zwischen 1938 und 1945. Im Alter von elf Jahren hatte Zawrel bereits fünf Jahre in drei Erziehungsheimen und bei Pflegeeltern verbracht, ehe er im Jänner 1941 in die Krankenanstalt Am Spiegelgrund eingewiesen wurde. Dort wurden ungefähr 7.500 Patienten – darunter etwa 800 Kinder – ermordet. Unter Heinrich Gross und Ernst Illing war er dort Medikamentenversuchen und sadistischen Methoden ausgeliefert und wurde als Studienobjekt für Krankenschwesternschülerinnen benutzt.
Ohne Schulabschluss und Berufsausbildung wurde Zawrel mehrmals durch Eigentumsdelikte straffällig und daraufhin 1975 von Gross, der jetzt ein vielbeschäftigter Gerichtsgutachter war, begutachtet. Zawrel äußerte ihm gegenüber Vorwürfe über dessen NS-Vergangenheit. Gross fertigte für Zawrel ein negatives Gutachten an, in dem er sich auf Passagen aus Illings 1943 im Nationalsozialismus angefertigten Gutachten berief, und empfahl die dauerhafte Unterbringung in einer Anstalt für gefährliche Rückfallstäter. Zawrel konnte mit Unterstützung des Journalisten Wolfgang Höllrigl, des Arztes Werner Vogt und der „Arbeitsgemeinschaft Kritische Medizin“ jedoch Gross’ Verstrickungen bekanntmachen; er selbst wurde 1981, nach einem neuerlichen und diesmal unvoreingenommenen Gutachten, entlassen.
Als Zeitzeuge trug Zawrel später wesentlich zur Aufarbeitung der Verbrechen der NS-Medizin am Spiegelgrund bei und wurde dafür mit dem Goldenen Verdienstzeichen der Stadt Wien und dem Goldenen Ehrenzeichen für Verdienste um die Republik Österreich geehrt.

## Leben

### Kindheit
Als Friedrich Zawrel geboren wurde, arbeitete seine Mutter (Leopoldine Pumperla, geboren 1910), die wegen der großen Arbeitslosigkeit in Wien keine Arbeit gefunden hatte, in einer Seidenspinnerei in Lyon. Zugleich wollte sie – noch nichts von ihrer Schwangerschaft ahnend – von Friedrichs Vater loskommen, der gelernter Schlosser war, aber seit seinem 18. Lebensjahr und dem Tod seiner Mutter Alkoholiker war. Friedrichs Eltern waren nicht verheiratet, weshalb er zunächst nach seiner Mutter Pumperla hieß. Erst als im Jahr 1939 die Eheschließung der Eltern erfolgte, bekam er den Familiennamen Zawrel. Die Ärzte und Schwestern in Lyon versuchten vergeblich, Leopoldine zu überreden, Friedrich zur Adoption freizugeben. Da sie für eine Betreuung Friedrichs während ihrer Arbeitszeit jedoch nicht genug Geld verdiente, verlor sie die Arbeit.
Wieder zurück in Wien, wohnten sie in der Schiffmühlenstraße 49 in Kaisermühlen, einem Stadtteil des 22. Wiener Gemeindebezirks. Sie lebten gemeinsam mit Leopoldines Schwestern (Grete und Frieda, geboren 1922 und 1924) und Brüdern (Anton und Karl, geboren 1915 und 1919) sowie den Geschwistern Friedrichs, die 1931 (Erika) und 1933 (Kurt) geboren wurden, in einer vom Schimmelpilz befallenen Wohnung. Friedrich hatte am Fußende des Bettes, in dem seine Tanten schliefen, seinen Schlafplatz. Leopoldine Pumperla ging jeden Tag sehr früh aus dem Haus, um in Herrschaftshäusern in Salmannsdorf und in der Innenstadt Putzarbeiten zu verrichten; sie ging zu Fuß, für die Straßenbahn reichte das Geld nicht. Friedrichs Tanten und Onkel, die auf ihn „aufpassten“, waren, wie die übrigen Hausparteien, arbeitslos. Fallweise erbettelten sich Friedrich und andere Kinder in einem nahegelegenen Kloster der Salvatorianerinnen etwas zu essen. Als er eines Tages zu Hause vor Hunger in Ohnmacht fiel, wurde er im Kloster einige Tage aufgepäppelt. Wenn Friedrichs Vater zu Besuch kam, war er immer betrunken, und oft schlug er Leopoldine, Anton und Karl, da er wollte, dass die beiden Brüder auszögen. Er ließ sich Schnitzel und Bier vom Wirt holen und aß alles alleine auf, während Friedrich daneben stand und ihm zusah.
Schließlich konnte Leopoldine das Geld für die Miete nicht mehr aufbringen. Mit der Delogierung am 20. Juli 1935 kamen Friedrich und Kurt in die Kinderübernahmestelle der Stadt Wien; Grete, Frieda und Erika kamen zu Pflegeeltern, Karl in das Erziehungsheim Lindenhof in Eggenburg. Im Gesundheitsblatt wurde Friedrichs psychisches Verhalten als lebhaft beschrieben. Am 20. Oktober 1935 wurde Zawrels Bruder Kurt von Frau Maria Heilinger als Pflegekind ausgesucht. Als ihr eine Schwester sagte, dass sie den Bruder, Friedrich, dazunehmen müsse, meinte sie: „Nein, den nehm ich nicht, der ist viel zu schiach [hässlich]“, ehe sie ihn widerwillig doch nach Kaiserebersdorf in die Dreherstraße 69 mitnahm. Unterwegs kaufte sie für Kurt Schokolade, Friedrich bekam nichts. In dem ebenerdigen Zweifamilienhaus bewohnten Maria Heilinger und ihr Mann Alois sowie ihre Eltern die eine, ihr Bruder mit seiner Familie die andere Seite, wobei die beiden Familien in ständigem Streit lebten. Vor dem Haus war ein Brunnen, aber es gab weder Strom noch Gas oder Kanalisation. Der Pflegevater war zunächst arbeitslos, bekam jedoch aufgrund seiner Mitgliedschaft bei der Vaterländischen Front bald eine Stelle als Hilfsarbeiter in der Holzfabrik Slavonia. Kurt wurde von den Pflegeeltern verwöhnt und zu Verwandtenbesuchen mitgenommen, Friedrich wurde zu Arbeiten herangezogen und musste auf Holzscheiten knien. Er musste sich um die hinter dem Haus in einem Stall gehaltenen Ziegen, Hasen, Hühner und manchmal Schweine kümmern, von denen sich die Familie ernährte, und er musste das Wasser zum Gießen des im Garten wachsenden Gemüses vom Brunnen holen. Wenn seine Mutter ihn besuchen kam, wusste er nicht, was er mit ihr reden sollte, da die Heilingers immer dabei waren. Beim Abschied von seiner Mutter weinte er, was Frau Heilinger nicht mochte. Vielmehr sollte der Junge sie „Mutter“ und ihren Mann „Vater“ nennen, Friedrich nannte sie jedoch weiterhin Frau und Herr Heilinger. Als er im September 1936 mit der Volksschule begann, konnte er seine Hausaufgaben erst abends machen, wenn es finster wurde und er die ihm aufgetragenen Arbeiten erledigt hatte. In der Schule waren er und drei oder vier im Kloster lebende Waisenkinder ausgegrenzt; ihre Klassenkameraden waren Kinder der umliegenden Wirte oder Gärtnereien, die den Lehrern Obst und Gemüse mitbrachten und Geld hatten, wenn „für die armen Kinder in Afrika“ Spenden gesammelt wurden.
Im März 1938 fuhren die Pflegeeltern mit Friedrich zum Heldenplatz, um Hitlers Einmarsch zu bejubeln. Dabei nahm der Pflegevater Friedrich zum ersten Mal an die Hand. Der Schuldirektor wurde ausgewechselt. Zawrel wurde von seinem Lehrer nur kritisiert und dem Gespött der Klasse ausgesetzt. Als sie etwa eine Allee zeichnen sollten, links und rechts mit Hakenkreuzfahnen, präsentierte der Lehrer Zawrels Zeichnung als Verhöhnung der Hakenkreuzfahne. Weil er ein Gedicht über selbige Fahne nicht im Sinne des Lehrers betonte, wurde den Pflegeeltern geschrieben. Die Söhne der Gärtner und Wirte kamen mit Braunhemden zur Schule und waren schon Pimpfe.
Im Oktober 1939 wollte Friedrich seine Mutter suchen und lief weg. Planlos herumstreunend wurde er von einem Polizisten aufgegriffen und wieder zurückgebracht. Er wurde beschuldigt, dem Bruder der Mutter dreißig Reichsmark gestohlen zu haben, und kam einen Monat später wieder in die Kinderübernahmestelle und danach in das Wiener Zentralkinderheim. Dort wurde im Unterricht der Völkische Beobachter gelesen und je nach Meldung das passende Partei-, Hitlerjugend- oder Wehrmachtslied gesungen. Nach dem Unterricht wurden die Buben damit beschäftigt, ihre Betten immer wieder neu zu „bauen“: Machte einer es nicht ordentlich, mussten alle von vorne beginnen; irgendein Makel fand sich immer. Die Schwester forderte dann dazu auf, sich bei demjenigen dafür zu bedanken, dass er ihnen ihre Freizeit „versaut“ hatte, woraufhin sie ihn verhauten und die Schwester alle Betten wieder aufriss. Sie durchschauten die Taktik nicht. Auf die Toilette durften die Kinder nur stündlich. Musste jemand außerhalb der Zeit, ließ die Schwester die anderen vor ihren Betten antreten und sie mussten mit dem davor stehenden Stockerl Kniebeugen machen. Anschließend befahl sie ihnen, jenem Kind „beizubringen“, sich diszipliniert zu verhalten und nicht mehr außerhalb der Zeit aufs Klo zu müssen.
Am 27. März 1940 berichtete das Zentralkinderheim an die Kinderübernahmestelle, dass sich Friedrich Zawrel sehr zu seinem Vorteil verändert habe, sich gut in die Gemeinschaft einfüge und fleißig, willig und für Arbeiten gut zu verwenden sei. Im Juni 1940 erfolgte eine Verlegung in die Erziehungsanstalt Mödling, von wo er einen Monat später nach Hause entlassen wurde. Die inzwischen verheirateten Eltern waren aufgefordert worden, ihre Kinder zu sich zu nehmen. Mit den inzwischen geborenen Schwestern Helga (* 1938) und Traude (* 1940) waren nun fünf Kinder mit den Eltern in der Wohnung in der Erdbergstraße 3, die aus zwei kleinen Zimmern, einer Küche und einem kleinen Vorzimmer bestand. Friedrich musste oft seinen betrunkenen Vater vom Wirtshaus abholen, der nur in alkoholisiertem Zustand väterliche Gefühle zu zeigen imstande war. Halbwegs nüchtern war er unnahbar, und Friedrich hatte das Gefühl, für ihn gar nicht zu existieren. Auf so einem Heimweg beugte er sich, nachdem zwei Wehrmachtsoffiziere an ihnen vorbeigegangen waren, zu Friedrich hinunter und sagte: „Wenn du zu dem Verein gehst, erschlag ich dich. Aber wenn der Stalin kommt, darfst zur Roten Armee gehen.“ Wenig später folgte eine Dienstverpflichtung des Vaters in der Lokomotivfabrik in Floridsdorf, und er bekam eine Vorladung zum Reichsarbeitstreuhänder. Dieser händigte ihm eine Fibel mit Anweisungen, wie er sich in Zukunft zu verhalten habe, aus und drohte: „Wenn es die geringste Abweichung davon gibt, haben wir einen Platz in Esterwegen.“ Friedrich erfuhr von der Mutter, dass der Vater sich aus Angst vor der Zukunft das Leben nehmen wollte. In den folgenden Jahren hatte der Vater nie einen Rausch, erschien pünktlich zur Arbeit und übergab entsprechend der Fibel der Mutter das ungeöffnete Lohnsackerl. Da sein Vater als wehrunwürdig festgestellt wurde, erhielt Friedrich ein Schreiben, dass er von allen der NSDAP angegliederten Organisationen ausgeschlossen sei. Diese Tatsache an sich kränkte ihn nicht, jedoch der daraus resultierende Ausschluss aus der Klassengemeinschaft der Hauptschule, da andere Kinder Uniformen trugen oder zumindest ein HJ-Abzeichen besaßen. Sie fragten ihn aus, warum er nicht zu den Heimabenden käme, und Friedrich wusste keine Antwort. Die Mitschüler stellten Vermutungen an: „Na vielleicht darf er nicht, weil er ein Halbjud oder ein 32stel Jud ist.“ „Na, wenn er ein Jud wär, dann wär‘ er im Konzentrationslager.“ – Diese Aussagen stellte Friedrich Zawrel in seinem späteren Leben heraus als Beweis dafür, dass die Menschen nicht „nichts gewusst“ haben, denn seine Mitschüler wussten bereits, dass es Konzentrationslager gab. – Friedrich Zawrel wollte daraufhin nicht mehr in die Schule gehen und trieb sich auf Märkten oder im Wienerwald herum. Selbst, als seine Mutter ihn hinbegleiten wollte, lief er ihr davon. Im Bericht des Klassenlehrers, der später auch in einem Gutachten von Erwin Jekelius zitiert wurde, war zu lesen:

„Zawrel Friedrich beteiligt sich wenig am Unterricht. Der Junge sagte öfters, die Schule freue ihn nicht. Er fehlte häufig, obwohl die Mutter ihn zur Schule schickte. Der Junge trieb sich am liebsten auf Marktplätzen umher. In der Klasse war Zawrel ruhig, schloss mit niemandem Freundschaft und döste vor sich hin. Üben und Lernen war für ihn eine überflüssige Tätigkeit.“

Als Zawrels Geschwister Kurt und Erika die Schule schwänzten und auf der Mariahilfer Straße beim Stehlen von Füllfedern, Radiergummis und Christbaumschmuck erwischt wurden, kamen die Beamten dahinter, dass die beiden in einem Bett schliefen – als Folge der Armut, jedoch wurde es als inzestuöses Verhalten gewertet und den Kindern – auch Friedrich Zawrel – „soziale Depravation“ unterstellt. Der Vorfall diente als Begründung für die neuerliche Überstellung Zawrels und der beiden älteren Geschwister in die Kinderübernahmestelle im Jänner 1941 und fand sich daraufhin vierunddreißig Jahre lang in Gutachten und Beurteilungen über Zawrel. Nach kurzem Aufenthalt in einem weiteren Heim wurde Friedrich Zawrel am 21. Jänner 1941 in die Fürsorgeanstalt Am Spiegelgrund überstellt.

### Jugend in den NS-Fürsorgeanstalten

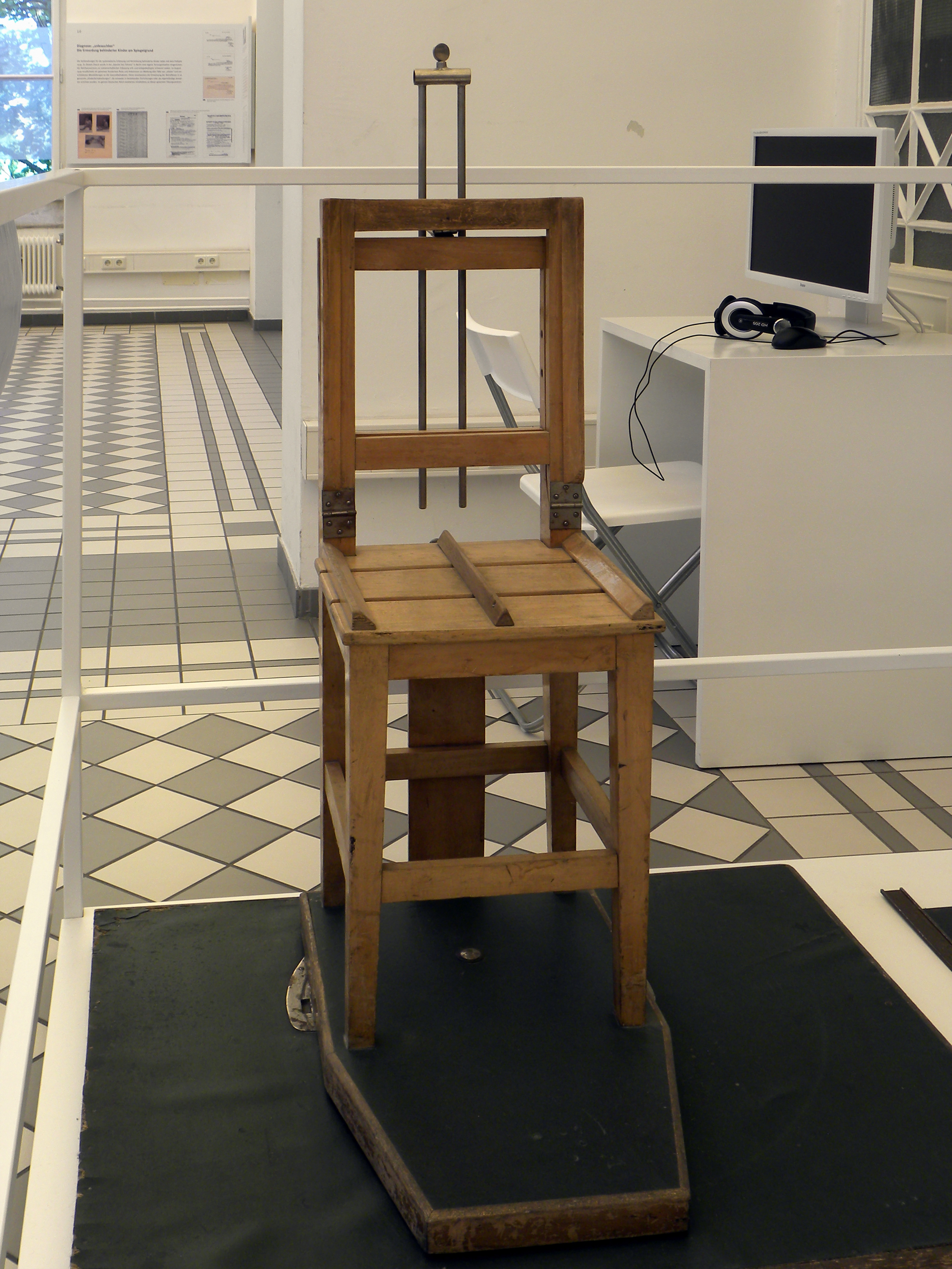
Anthropologischer Mess- und Fotografierstuhl in der Gedenkstätte Steinhof

Friedrich Zawrel wurde, wie auch sein Bruder Kurt, zunächst auf Pavillon 7 untergebracht; wegen des Altersunterschiedes kamen sie jedoch in verschiedene Gruppen. Zawrel wurde von Heinrich Gross untersucht und vermessen. Zawrel bekam mit, wie aus Nachbarpavillons Geisteskranke verschwanden und die dort beschäftigten Schwestern danach in die Erziehungsanstalt versetzt wurden; er konnte die Vorgänge damals jedoch noch nicht einordnen. Bald wurde er in den geschlossenen Pavillon 9 verlegt. Freundschaften unter den Burschen gab es nicht, jedem war das eigene Überleben wichtig, und die Schwestern und Erzieher förderten, dass sie sich gegenseitig bekämpften. Der Lehrer, der für zwei Gruppen zuständig war und zwischen diesen ständig hin und her lief, sah seine Aufgabe weniger im Lehren als vielmehr im Vertreiben der Zeit bis zum Mittagessen. Eine der Schwestern ließ die Kinder vor den als Lazarette genutzten Pavillons 4, 6 und 8 in Dreierreihen aufmarschieren und für die verwundeten Soldaten singen.
Nach einer dreiwöchigen Verlegung in ein Spezialkinderheim in Pressbaum kam Friedrich Zawrel für einen Monat in ein Heim in der Dreherstraße, derselben Straße, in der er vier Jahre lang bei seinen früheren Pflegeeltern gelebt hatte. In dem Heim wurden alle Kinder von schweren Alkoholikern oder schweren Kriminellen zusammengefasst. Am 24. September 1941 wurde er gemeinsam mit dreißig anderen Burschen nach Ybbs an der Donau, in eine Außenstelle der Anstalt Am Spiegelgrund, überstellt, während sein Bruder Kurt in die Erziehungsanstalt Hohe Warte und seine Schwester Erika in die Erziehungsanstalt Klosterneuburg kamen.
Das Heim in Ybbs, das im rechten Gebäudetrakt der psychiatrischen Anstalt untergebracht war, war im oberen Stockwerk durch eine den Verbindungsgang absperrende Kette, an der ein Schild mit der Aufschrift „Überschreiten der Kette streng verboten“ hing, von der psychiatrischen Anstalt abgetrennt. Auf der Seite der Psychiatrie gab es ein raumhohes Gitter, hinter dem sich ein Saal befand. Friedrich Zawrel sah bei der Absperrkette stehend diesen Saal, der mit Kranken vollgestopft war. Es kam zum Blickkontakt mit einem jungen Mann, der daraufhin wortlos gestikulierend um Essen bettelte. Zawrel ging, um nach Brotresten zu suchen, überstieg dann die Sperrkette und brachte dem Kranken das Brot. Er löste damit ein furchtbares Schreien der hungrigen Kranken aus, da jeder von ihnen etwas von dem Brot haben wollte. Zawrel wurde dafür von zwei Erziehern verprügelt und in eine Strafzelle gesperrt, die nur aus Beton bestand. Als er nach einigen Tagen wieder heraus durfte, sollte er zum Arzt und traf neuerlich Heinrich Gross, der ihn nicht mehr erkannte. Gross sprach nur mit dem Erzieher und meinte, Zawrel könne wieder in die Gruppe gehen. Friedrich Zawrel bat jedoch um eine Salbe für sein von den Schlägen wundes Gesäß, an dem immer die Unterhose festklebte und die Wunde wieder aufriss. Gross verneinte und meinte, es müsse schon etwas wehtun und lange wehtun, damit er sich merke, dass so etwas, wie er es getan habe, verboten sei. Als Zawrel wieder an dem Saal vorbeikam, war der Saal leer. Er erinnerte sich, wie sich das Pflegepersonal am Spiegelgrund darüber unterhalten hatte, dass die Nazis alle Depperten (Dummen) umbringen würden. Nun verstand er, und der leere Saal ging ihm noch näher als der volle. In seinem späteren Leben bezeichnete er Ybbs als eine der traurigsten Erinnerungen an seine Jugend im Nationalsozialismus.
Am 3. September 1942 kam Zawrel in die Erziehungsanstalt Mödling. Dort holte ihn ein Erzieher nachts zu sich. Zawrel nahm den Missbrauch eine Weile in Kauf, da er dafür mehr Freiheiten bekam, doch schließlich störte es ihn, dass er keine Nacht Ruhe hatte. Als er in der Schule einschlief, erzählte er alles seinem Lehrer, der entsetzt in der Direktion davon berichtete. Alle Buben wurden einvernommen, und es zeigte sich, dass mehrere Kinder von dem Missbrauch betroffen waren. Der Erzieher wurde verhaftet, Zawrel kam in die Strafgruppe. Nach einem Gespräch mit dem Psychiater Winkelmeier hörte Zawrel, wie dieser anschließend zur Heimmutter sagte: „Wenn sich der Bub das so lange gefallen hat lassen, über einen so langen Zeitraum, dann ist er entweder so oder er ist nicht normal.“

### Spiegelgrund, Pavillon 17

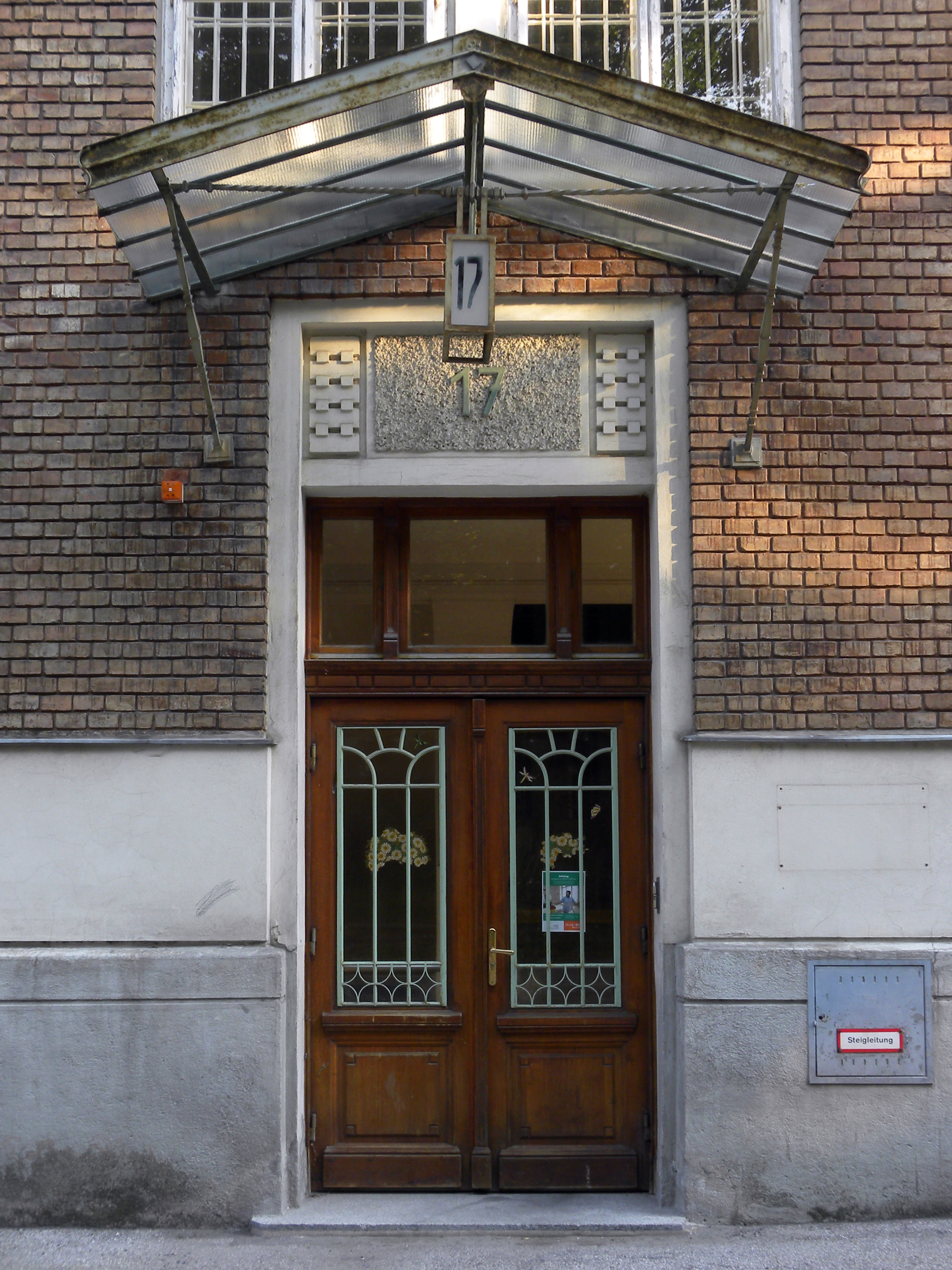
Eingang des Pavillon 17

Am 17. Jänner 1943 wurde Zawrel in den Pavillon 17 am Spiegelgrund überstellt. Er begegnete wiederum Heinrich Gross, der die „Zugangsvisite“ machte. Nach einigen Tagen wurde er von Ernst Illing untersucht, vermessen, fotografiert und getestet und erlebte beinahe alle Grausamkeiten, die in Illings Pavillon 17 üblich waren. Eine Pneumoenzephalografie, bei der für eine Röntgenaufnahme vom Rückgrat aus Luft in die Gehirnkammern gepresst wird, wurde ebenso gemacht wie etwa eine „Kaltwasserkur“, bei der er von zwei Pflegern, die ihn an einer Hand und einem Fuß hielten, mehrmals in eine Badewanne mit kaltem Wasser getaucht wurde, bis die letzten Luftblasen aufstiegen, wobei er zwischendurch immer nur einen kurzen Moment an die Luft kam. Anschließend ließen sie ihn am Boden liegen, und er erbrach das Wasser. Zawrel bekam auch eine „Wickelkur“, bei der er in nasse Leintücher wie eine Mumie eingewickelt auf einer Ambulanzliege festgebunden wurde, bis die Leintücher von der Körperwärme getrocknet waren. Er hinterfragte den Sinn der Tabletten, die er täglich nehmen musste und die ihn müde und apathisch machten. Als er sie einmal nicht nehmen wollte, zwangen ihn die Pfleger mit Gewalt dazu; in der Folge musste er den Pfleger jeden Tag darum bitten, seine Tabletten nehmen zu dürfen, damit er schnell wieder gesund würde – obwohl er ja gar nicht krank war.
Wenn Zawrel in seiner Zelle war, konnte er nichts anderes machen, als darin auf- und abzugehen. Im Pavillon 17 gab es keinen Unterricht und nichts, womit er sich die Zeit hätte vertreiben können. Es war verboten, den Arzt bei der Visite anzusprechen; trotzdem überwand sich Zawrel, Illing bei einer seiner Visiten zu fragen, ob er in die Schule gehen dürfe oder wenigstens ein Buch oder eine andere Beschäftigungsmöglichkeit haben könne. Illing brüllte ihn an: „Du Kreatur, du hast keine Bitten vorzutragen, du hast zu gehorchen. Ein Trottel braucht keine Bücher.“ Nachdem Zawrel erwidert hatte, dass er nicht einmal mehr den Wochentag wisse, und Illing ihn daraufhin schlug, schrie Zawrel ihn an:

„Eins weiß ich sicher, wenn die Russen kommen und wenn’s niemanden aufhängen, dich hängen's auf.“

Zawrel wurde dafür mit einer von Gross verabreichten Speibinjektion mit dem Wirkstoff Apomorphin bestraft. Zudem wurde seine Mutter zu Illing vorgeladen und befragt, woher er das mit den Russen habe, da er es in den anderen Heimen nicht gehört haben könne. Illing drohte ihr mit dem KZ.

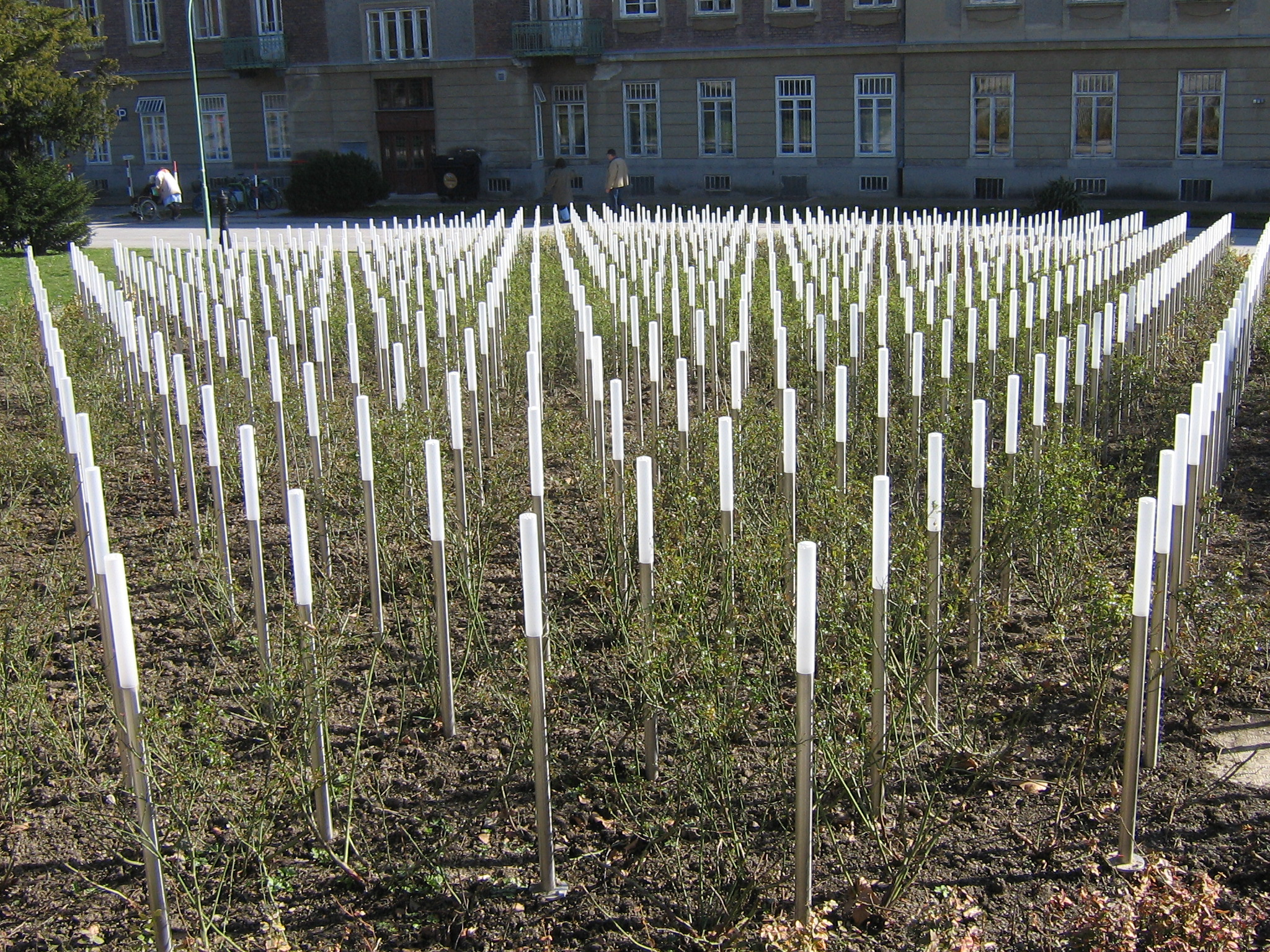
Denkmal für die Opfer am Spiegelgrund

Zawrel sah durch eine zerkratzte Milchglasscheibe, wie ein Mann in grauem Arbeitsmantel Kinderleichen aus dem Pavillon 15 wegbrachte. Es wurde ihm klar, dass dort Patienten der Reihe nach umgebracht wurden. Auch fiel ihm auf, dass es im Pavillon 17 jeweils um 14 Uhr ganz ruhig wurde, und er vermutete, dass um diese Zeit die Kinder in den Pavillon 15 gebracht wurden. So bekam er Todesangst, als eines Tages um 14 Uhr ein Pfleger erschien und zu ihm „Anziehen!“ sagte. Doch Zawrel war nicht für die Tötung vorgesehen, sondern musste Illing als Studienobjekt für die Schwesternschule dienen. Vor rund dreißig jungen Schwesternschülerinnen stand er nackt auf einem Podest und musste es über sich ergehen lassen, wie Illing mit einem Zeigestab die Merkmale seiner „erbbiologischen und soziologischen Minderwertigkeit“ vorführte. Kopf, Ohren und Oberkörper seien zu groß, die Beine zu kurz. Abschließend schlug Illing ihm mit dem Zeigestab aufs Gesäß, und er sprang vom Podest. Die Schwestern lachten, als wäre es eine Zirkusvorstellung.

### Flucht nach Illings Gutachten
Insgesamt zehn Mal flüchtete Zawrel zwischen 1940 und Dezember 1943 aus den Heimen in Mödling und Ybbs sowie vom Spiegelgrund. Er schaffte es nie länger als ein, zwei Wochen, unterzutauchen, ehe ihn die Polizei wieder aufgriff und zurückbrachte. Dann bekam er regelmäßig von Gross eine „Schwefelkur“ – Injektionen, durch die er solche Schmerzen in den Beinen bekam, dass er sich nur mit Mühe bewegen konnte. Bei seiner Flucht am 2. Dezember 1943 versuchte er, sich etwas Geld durch Kohlenaustragen zu verdienen, da behauptete ein Bekannter des Kohlenhändlers, Zawrel habe versucht, ihn zu betrügen. Nach einer Anzeige bei der Polizei wurde er wieder auf den Spiegelgrund zurückgebracht und flüchtete am 31. Jänner nochmals. Als er am 6. Jänner 1944 wieder gefasst und zurückgebracht wurde, machte Illing eine Eintragung im Krankenblatt, in der er feststellte, dass Zawrel die Schuld für alles auf die Fürsorge, die Heime, die Erzieher schiebe. Er, Illing, fände es widerlich, wie Zawrel sich als Opfer der Verhältnisse darstelle. Er mache gar keine Anstalten, sich zu ändern, und ihm würde sein bisheriges Leben wohl gefallen. Als der Oberstaatsanwalt vom Jugendgericht Wien wegen der Anzeige ein jugendpsychiatrisches Gutachten anforderte, verfasste Illing am 12. Jänner 1944 jenes Schriftstück, auf das sich Heinrich Gross noch im Jahr 1975 bezog.

„Er stammt aus einer erbbiologisch und soziologisch minderwertigen Familie. […] Bei dem verstandesmäßig durchaus altersentsprechend begabten Friedrich Zawrel findet sich nicht der geringste Anhalt für eine Psychose oder einen Dämmerzustand. Er stammt aus einer kriminellen, asozialen Sippe. […] Aufgrund des Lebenslängsschnitts und der hiesigen Beobachtungen sind Umwelteinflüsse bei ihm von untergeordneter Bedeutung. Vielmehr ist der Jugendliche anlagemäßig charakterlich in mehreren Richtungen grob abartig. Im Vordergrund steht seine monströse Gemütsarmut, auf die sein rücksichtsloses Vorgehen, seine Grobheit, die wiederholten Eigentumsvergehen, Betrügereien, selbstsicher vorgebrachten Lügnereien […] zurückzuführen sind. Er hat keine Bindung an Menschen, ist durch Lob und Tadel nicht zu beeinflussen, sein gelegentlich gezeigtes Verhalten, als ob er durch Tadel und Strafe beeindruckt sei, ist weitgehend geheuchelt und über den Verstand gesteuert. Er hat sich immer wieder als reueunfähig erwiesen. […] Er schreckt vor Drohungen nicht zurück. Nach den Schwesternberichten zeigt er bei ungünstigen Kriegsmeldungen Schadenfreude über Missgeschicke des Reiches. Er äußert ganz offen: ‚Wenn die Bolschewisten kommen, gehe ich zu den Partisanen.‘ […]
Dieses anlagemäßig gegebene Charakterbild prädestiniert zu aktiven, antisozialen und kriminellen Verhaltensweisen, wie sie Zawrel in den ihm zur Last gelegten Eigentumsvergehen und Betrügereien bewiesen hat. Wegen dieser groben seelischen (charakterlichen) Regelwidrigkeiten ist er trotz verstandesmäßig guten Begabungen nach jugendpsychiatrischer Erfahrung als nicht erziehbar im Sinne der Fürsorgeerziehung zu bezeichnen. Das hindert nicht im Geringsten daran, ihn im Sinne des RJGG als strafrechtlich voll verantwortlich zu beurteilen. […]
Über den Rahmen des Gutachtens hinausgehend wird jugendpsychiatrischerseits, falls die Voraussetzungen dazu erfüllt sind, die Verhängung von Jugendgefängnis von unbestimmter Dauer befürwortet. […] Es muss bei dem aktiv antisozialen, kriminell veranlagten Jugendlichen mit der Möglichkeit gerechnet werden, dass er rückfällig wird und gegebenenfalls später die Anwendung des § 60 des RJGG [die Überweisung in ein Jugendschutzlager] in Erwägung zu ziehen sein wird.“

Als Zawrel am 21. März 1944 von der Polizei abgeholt werden sollte, verhalf ihm Schwester Rosa zur Flucht. Sie sagte ihm, im Bad liege Gewand, und die Türen seien offen, und: „Schau, dass du nie wieder da herkommst.“ Nachdem er es über die Mauer geschafft hatte, wurde er in der Rosentalgasse von einem Radfahrer, dem er erst misstraute, in dessen Wohnung in Hütteldorf mitgenommen und von dessen Frau eingekleidet und verköstigt. Zawrel bekam noch ein paar Mark und wurde mit den Worten „Vergiss das Haus“ verabschiedet. Zawrel schlief in Sandkisten, in Telefonzellen und in einer aufgelassenen Reitschule. Er nahm mit seinem Bruder Kurt Kontakt auf und ließ der Mutter ausrichten, er werde um acht in der Früh am Rochusmarkt auf sie warten. Sie kam und brachte ihm Essen mit, machte ihm aber auch Vorwürfe, dass sie Angst um die Familie habe und die Polizei immer wieder bei ihr vorbeischaue, weil sie den Verdacht hätte, sie würde ihm helfen. Nach einigen Treffen kam Zawrel daher nicht mehr. Er schlief in Stammersdorf oder Gerasdorf in Strohballen vergraben und versuchte, tagsüber in Wien etwas zu essen zu finden.
Als er versuchte, am Nordbahnhof ein Paket zu stehlen, in dem er Essen vermutete, wurde er sogleich verhaftet und nach einigen Tagen in das Jugendgericht eingeliefert. Dort wurde Zawrel am 14. April 1944 zunächst dem Direktor vorgeführt, und er grüßte – wie er es in Mödling gelernt hatte und ein Schild an der Tür es forderte – mit ausgestrecktem Arm und den Worten „Heil Hitler“. Der Direktor versetzte ihm einen Schlag, Zawrel kam erst in einer Einzelzelle wieder zu sich. Darin gab es keinerlei Möbel, unverputzte Wände, eine stinkende Tonne als Klo und hoch oben ein Kellerfenster. In dieser Zelle verbrachte Zawrel insgesamt acht Tage Korrektionshaft. Nach Verstreichen der Zeit musste er wiederum zum Direktor. Ein Beamter warnte ihn, nicht wieder mit „Heil Hitler“ zu grüßen, was Zawrel zwar ob der Aufforderung an der Tür nicht verstand, den Rat aber trotzdem befolgte und beim Eintreten nicht grüßte. Auf die Frage des Direktors, ob Zawrel wisse, warum er in der Korrektionszelle war, wusste er keine Antwort. Da schrie ihn der Direktor an:

„Du bist nicht würdig, den Namen des Führers in dein dreckiges Maul zu nehmen. Merk dir das für die Zukunft.“

Bei der Verhandlung am 9. September 1944 lautete das Urteil 18 Monate. Einen Monat später wurde er zu Fuß und mit der Straßenbahn, mit einer schweren Eisenkette gefesselt, in die Jugendstrafvollzugsanstalt Kaiserebersdorf überstellt. Auf Anraten von Kollegen ließ er sich zur Arbeit in der Wäscherei einteilen. Zwölf Stunden wurde wochentags gearbeitet. Davor und danach mussten die Häftlinge im Exerzierhof antreten und wurden in einer lange dauernden Prozedur aufgeteilt und immer wieder durchgezählt. Dabei waren sie nur dünn bekleidet und trugen Holzpantoffeln, auch im Winter. Zeigten die Häftlinge, dass ihnen kalt war, mussten sie rechtsrum im Kreis marschieren und „Es ist so schön, Soldat zu sein“ oder andere Soldatenlieder singen. Außer im Dienstzimmer der Beamten wurde das Haus nur sonntags von 14 bis 16 Uhr geheizt, die Zellen waren kalt und hatten Eisblumen an den Fenstern. Geduscht wurde im kalten Bad mit eiskaltem Wasser. In der Wäscherei arbeitete Zawrel als Heizer, jedoch musste bei Fliegeralarm das Feuer gelöscht werden, und es war fast jeden Tag Fliegeralarm. Da die Wäsche aber gebraucht wurde, wurde schließlich in der Nacht gearbeitet. Herr Stefan, ein für die Wäscherei zuständiger Offizier, setzte für Zawrel und seine Kollegen aufgrund der Nachtschicht besseres Essen durch – statt der schlechten Gefängniskost bekamen sie fortan die Reste aus der Kaserne; so musste Zawrel nicht mehr hungern und konnte auch etwas an seine Zellengenossen abgeben. Auch fand er in Uniformröcken, die er vor dem Waschen kontrollieren musste, immer wieder Dinge, die er bei Herrn Stefan gegen Marmelade tauschen konnte, und eines Tages sogar gegen einen Detektorapparat. Trotz guter Gelegenheiten flüchtete Zawrel nicht, um Herrn Stefan keine Schwierigkeiten zu bereiten.

### Ende des Krieges
Als die Rote Armee näher rückte, wurde die Arbeit in der Wäscherei eingestellt; aus Münchendorf, wo eine landwirtschaftliche Außenstelle von Kaiserebersdorf war, wurden Gefangene überstellt. Sie brachten auch Schweine und andere Tiere mit, die sogleich geschlachtet und gegessen wurden. Viele Insassen vertrugen jedoch das fette Essen nach der langen Zeit, in der sie nur Gefängniskost bekommen hatten, nicht. Zawrel behielt dank der besseren Kost in der Wäscherei alles im Magen. Mitte März 1945 wurden Häftlinge für die Wehrmacht ausgemustert – Zawrel hatte Glück und war nicht unter ihnen, litt jedoch nun wieder unter der mageren Gefängniskost. Der Direktor gab sich gönnerhaft, als er verkündete, dass die Häftlinge evakuiert würden, da die Russen niemanden schonen würden. Am 5. April 1945 marschierten sie, jeweils zu zweit aneinandergefesselt und bewacht von Soldaten und der SS, zur Reichsbrücke. Eingesperrt in den Laderaum wurden sie mit Schleppkähnen donauaufwärts gebracht. Für jeden wurden zwei Decken in den Laderaum geworfen, doch weil das Recht des Stärkeren zählte, hatten manche nur eine, andere drei Decken. Zunächst legten sie in Stein an der Donau an, wo der Oberlehrer Samer, der die Aktion leitete, Brot und Margarine für die Häftlinge aus der Justizanstalt Stein besorgte. Als er wiederkam, drohte er den Häftlingen:

„Das leiseste Aufmucken und euch geht es so, wie es denen in Stein jetzt gegangen ist.“

Nach einer Nacht in Ybbs an der Donau und drei gekochten Erdäpfeln fuhren sie weiter bis Linz. Fliegeralarm samt folgendem Bombenhagel und Schaukeln des Kahns ließ viele der geschwächten Jugendlichen erbrechen oder vor Angst in die Hose machen; einer kam um, einer tötete sich selbst. Die Toten wurden mit dem Fuß durch die Reling ins Wasser gestoßen. Zu trinken gab es nur Donauwasser. Als Schwestern und Ärzte vom Roten Kreuz kamen und die Jugendlichen sahen, erklärten sie sie für transportunfähig, sie gehörten in ein Lazarett. Samer aber meinte, dass das nicht ihre Sorge sei; wohin die Burschen kämen, sei sein Auftrag. Das Rote Kreuz versorgte die Jugendlichen noch mit Reissuppe und einem Stück Brot, ehe der Kahn nach Passau weiterfuhr. Wer noch gehen konnte, bekam am Landgericht Erdäpfelsuppe. Auf dem Rückweg konnten einige Burschen mithilfe von Passanten flüchten, doch Zawrel fuhr weiter mit dem Kahn mit, der als nächstes Straubing ansteuerte. Samer besorgte wiederum Brot, ehe sie weiterfuhren. Immer wieder starben Burschen am verseuchten Donauwasser. Sie erreichten Regensburg, wo alle an Land gehen mussten. Einige waren zu schwach, sie wurden von Soldaten aus dem Laderaum gezerrt. Samer verkündete: „Hier ist die Reise zu Ende, aber wir haben das große Glück, nicht mehr den Sowjets in die Hände zu fallen, höchstens den Amerikanern.“
Alle mussten in die Justizvollzugsanstalt Regensburg, sie bekamen Suppe und Brot. Ein nebenan gelegener Frachtenbahnhof wurde laufend bombardiert, dabei wurde nachts ein Gebäudetrakt der Justizanstalt getroffen. Zawrel und seine Zellengenossen konnten nur durch nasse Tücher atmen, weil so viel Staub in der Luft lag. Am nächsten Tag, dem 26. April 1945, wurden die Häftlinge vom amerikanischen Militär befreit, die Zellen wurden aufgesperrt. Die Jugendlichen bekamen Kakao und warme Krapfen, außerdem Entlassungskarten, mit denen sie schauen sollten, wie sie nach Hause kämen. Während viele unter ihnen falsche Namen angaben, dachte Zawrel, dass er das wegen des einen Pakets, das er unter Hitler gestohlen hatte, nicht nötig hätte. Die Entlassungskarte berechtigte Zawrel zur Teilnahme an den Ausspeisungen, welche die Amerikaner für Zwangsarbeiter und Menschen aus Konzentrationslagern eingerichtet hatten. Nachdem er mit zwei Freunden aufgebrochen war, bekam er die Ruhr und landete im Lazarett, wo er vier Wochen lang gepflegt wurde und gutes Essen erhielt.

### Heimkehr
Zawrel stahl ein Fahrrad, um damit von Regensburg zurück nach Wien fahren zu können. Da die Post nicht funktionierte, wurde er auf dem Weg nach Passau zum Ersatzbriefträger. Die Menschen fragten ihn, wohin er fuhr, und gaben ihm ihre Post mit. Übergab er sie den Adressaten, bekam er meistens etwas zu essen. Da die Amerikaner in Passau niemanden passieren ließen, tauschte Zawrel einige Kilometer stromaufwärts das Fahrrad gegen die Überfahrt über den Inn mit einer Zille. Er schlug sich zu Fuß durch bis Enns, doch ließen die Amerikaner dort niemanden passieren. Er hörte Gerüchte, wonach sich in Wien die Leichen stapelten und bereits Seuchen ausgebrochen seien. Auf Nachfrage im Bürgermeisteramt, wie er nach Hause kommen könne, wurde er dem Bauernhof „Meier in der Wies“ in Grünbrunn zugewiesen, wo er in einer Stube neben dem Pferdestall übernachten durfte und zu essen bekam. Außer Zawrel waren auch noch aus der Kriegsgefangenschaft zurückgekehrte Soldaten und ehemalige polnische Zwangsarbeiter auf dem Hof, so dass beim Essen an die dreißig Menschen beisammensaßen und aus einer gemeinsamen Suppenschüssel löffelten. Der Bauer, Johann Winkler, erzählte Zawrel, dass er beim NS-Bauernbund gewesen war und ihm deshalb jetzt strafweise so viele Leute zugeteilt wurden. Zawrel freundete sich mit dem zwölfjährigen Sohn an und fragte Winkler, ob er beim Arbeiten mithelfen könne. Als er in landwirtschaftliche Tätigkeiten eingewiesen wurde, hatte er das Gefühl, dazuzugehören.
Über die Tochter des von Winkler belieferten Zuckerfabrikanten konnte Zawrel die neue Adresse seiner Eltern in der Geologengasse 4 ausfindig machen; das Haus, in dem sie früher lebten, war zerbombt. Sie ließen Zawrel ausrichten, dass er nicht alleine heimkommen solle, der Vater würde ihn abholen. Dieser kam und roch wieder nach Alkohol; er hatte erneut zu trinken begonnen, als er den ersten Russen sah. Er verurteilte Winkler für dessen Mitgliedschaft in der NSDAP; Zawrel fand das ungerecht, da er schließlich keine Kriegsverbrechen begangen habe. Er wollte lieber auf Winklers Hof bleiben; da er aber noch minderjährig war, blieb ihm nichts anderes übrig, als mit dem Vater zu gehen. Winkler füllte ihnen noch Rucksäcke mit Essen, Speck und einer Flasche Schnaps. In Enns trafen sie nun auf Russen. Der Vater spendierte eine Flasche Schnaps, und sie konnten weitergehen. Ab St. Valentin fuhren sie mit dem Zug. Während der Fahrt begann der Vater eine Rauferei mit einem anderen Passagier, und die Mitreisenden drohten, am Westbahnhof zur Polizei zu gehen.
Der Vater schlug die Mutter, den Bruder und Zawrel, und er bestimmte, dass Zawrel bei einem befreundeten Wirt Kellner werden sollte, was er nur widerwillig befolgte. Da er in der Berufsschule kein Zeugnis vorweisen konnte, musste er die Lehre jedoch beenden. Wenn der Vater abends nicht nach Hause kam, ging Zawrel ihn suchen, damit er nicht das ganze Geld ausgab. Zawrel sagte seiner Mutter, dass er es nicht mehr aushalte und zurück nach Oberösterreich gehen wolle. Nachdem sie ihn bis Hütteldorf-Hacking begleitet hatte, machte er sich zu Fuß auf den Weg und kam bis Amstetten. Dort wurde er von einem Gendarmen kontrolliert und, weil er kein Geld hatte, wegen Landstreicherei festgenommen. Er wurde zu acht Tagen strengem Jugendarrest verurteilt. Nachdem er diese abgesessen hatte, wurde er nach Hause geschickt. Bei einem Unternehmen in Amstetten durfte er gegen Hilfe beim Aufladen in einem LKW bis Wien mitfahren.
Zu Hause angekommen, erlebte er wieder die gleiche Hölle, aus der er geflüchtet war. Er schlief nur mehr zu Hause, wenn sein Vater nicht da war; wenn er kam, übernachtete Zawrel bei Bekannten. Da er keine Arbeit hatte, hielt er sich mit mehr oder weniger strafbaren Handlungen über Wasser und wurde im September 1946 erneut verhaftet. Obwohl das Jugendgericht für ihn zuständig gewesen wäre, wurde er ins Landesgericht Wien eingeliefert. Als Neuzugang sollte er duschen gehen, doch hielt ihn vor dem Bad ein Justizwachebeamter auf und sagte: „Geh wart, da ist noch ein Köpfler drin.“ So wurden die zum Tod Verurteilten genannt. Zawrel sah, dass es sich um den wenig später hingerichteten Ernst Illing handelte. Zawrel wurde bei seiner Verhandlung am 28. November 1946 wegen mehrerer kleiner Eigentumsdelikte zu einer Jugendgerichtsstrafe verurteilt, die er in der Haftanstalt Graz-Karlau zur Gänze absitzen musste, ehe er Anfang Mai 1948 entlassen wurde. Obwohl er seiner Mutter geschrieben hatte, dass er nicht mehr nach Hause kommen würde, holte sie ihn am Entlassungstag ab, und so kam er doch mit.

### Scheitern des Versuchs, ein normales Leben zu führen
Zawrel suchte Arbeit und wurde am Hietzinger Platz in einem Offizierskasino der Engländer als Schankbursche aufgenommen. Er arbeitete sechs Wochen, ließ sich nichts zu Schulden kommen, doch die Engländer hatten Auskünfte über ihn eingeholt, und so sagte der Geschäftsführer zu ihm: „Du Fritz, es tut mir leid, aber ich muss dich entlassen. Warum hast du mir denn nicht gesagt, dass du vorbestraft bist?“
Zawrel fand sofort wieder Arbeit als Schankbursche, diesmal in einem Weinhaus mit vielen Filialen, wo er am 1. September 1948 zu arbeiten begann. Dort lernte er seine erste Freundin und spätere Frau, Elfi, kennen, die gegenüber seinem Arbeitsplatz bei ihren Eltern wohnte und eine Lehre im Globus-Verlag machte. Weil er immer bis zur letzten Straßenbahn arbeiten musste und nur mittwochs frei hatte, nahm er das Angebot, als Hilfsarbeiter in einem LKW mitzufahren und dabei ein freies Wochenende zu haben, gerne an. Zawrel war auch für das Inkasso beim Ausliefern zuständig und hatte abends oft 50.000 Schilling in der Tasche. Sein Chef vertraute ihm, er wusste nichts von Zawrels Vorstrafen. Ein Bruder seines Chefs, der einen Gewürzgroßhandel betrieb, wollte Zawrel als Fahrer abwerben. Zawrel hätte keine schweren Säcke mehr schleppen müssen und ein zweiter Bruder des Chefs wollte ihm den Führerschein bezahlen. Doch Zawrel schlug das Angebot aus, weil er ahnte, dass er wegen seiner Vorstrafen keinen Führerschein bekommen würde. Letzteres bekam er bei einer Nachfrage auf der Polizei in der Juchgasse bestätigt – in einer Weise, dass er sich an Illing erinnert fühlte.
Da sein Chef ihn ständig fragte, wann er den Führerschein mache, gestand Zawrel ihm Anfang Februar 1950 seine Vorstrafen. Der Chef hielt zwar zu ihm und meinte, wenn Zawrel ihm früher davon erzählt hätte, hätte er ihn wegen des Führerscheins nicht so sekkiert. Jedoch fühlte sich Zawrel von da an beobachtet und hielt die Situation nicht mehr aus. Als er in Krankenstand ging, sprach der Chef mit seiner Mutter: „Der Friedrich soll wieder kommen. Er ist doch nur im Krankenstand, weil er nicht mehr kommen will.“ Zawrel kam nicht mehr.
Er zog zu seiner Freundin Elfi, und als sie schwanger wurde, heirateten die beiden. Beide waren noch nicht volljährig und brauchten das Einverständnis der Eltern. Am 27. April 1950 kam Sohn Friedrich zur Welt. Zawrel arbeitete zunächst wieder als Schankbursche, später als Rangierer bei der Sowjetischen Mineralölverwaltung in der Lobau. Nachdem er im Februar 1952 zwischen einer Lok und der Laderampe eingeklemmt worden war, folgte ein monatelanger Krankenstand. Wegen auch danach noch andauernder Schmerzen bat er um eine leichtere Arbeit und wurde in eine USIA-Filiale am Karlsplatz versetzt, wo er Mehl, Grieß und Zucker aus großen Säcken in kleine abfüllten musste. Der kleine Raum erinnerte ihn an ein Verlies und er empfand die Arbeit als Strafe.
Die Ehe im Kabinett bei den Schwiegereltern ging anfangs gut, doch kam es mit den Schwiegereltern immer wieder zu Auseinandersetzungen, etwa weil Zawrel sich weigerte, zum Trachtenverein „Oberlandler“ mitzukommen. Die Schwiegermutter trank und die Verwandten, die ständig die Wohnung bevölkerten, ebenso. Zawrel konnte Alkohol nicht ausstehen. Auch um den Sohn gab es Reibereien zwischen Zawrel, seiner Frau und den Schwiegereltern. Weil der Schwiegervater seit dem Ersten Weltkrieg Tuberkulose hatte, empfahl die Lungenfürsorge, Zawrel und seine Frau sollten mit dem Kind ausziehen. Zawrel bekam vom Wohnungsamt ein Reihenhaus in der Per-Albin-Hansson-Siedlung angeboten. Die Schwiegermutter wollte nicht, dass ihre Tochter vom 15. in den 10. Bezirk zog, daher schaute Elfi, deren Eltern immer noch das Sorgerecht hatten, das Haus gar nicht an. Stattdessen fand die Schwiegermutter eine Zwei-Zimmer-Wohnung in der Nähe, die über einer Kohlenhandlung lag. Wegen des Kohlenstaubs konnten sie kaum die Fenster öffnen. Als Folge der nicht endenden Streitigkeiten zog Zawrel wieder zu seiner Mutter. Elfi reichte die Scheidung ein und gab an, Zawrel hätte keine Zeit für das Kind und außerdem trinke er. Ihr Anwalt kam hinter Zawrels Vorstrafen, die er ihr verschwiegen hatte. Nach der Scheidung wollte er öfter Kontakt aufnehmen, um seinen Sohn zu sehen, scheute jedoch die Konflikte. Als Zawrel Jahre später das Gespräch mit seinem Sohn suchte, beschuldigte dieser ihn, er habe seine Mutter umgebracht. Nachdem sie bis 1970 ein zweites Mal verheiratet gewesen war, zog sie zu ihrem Bruder, von dem sie eines Tages im Alter von 39 Jahren tot aufgefunden wurde.
Zawrels Vater, der nur im Krieg gearbeitet hatte und im Jahr 1945 zur Honner-Polizei gehörte, war wegen Lungenasthma in Frühpension, die Mutter arbeitete in der Küche der Ottakringer Brauerei. Wegen der Trunkenheitsexzesse des Vaters drohte eine Delogierung, die Zawrel und seine Schwestern abwendeten, indem sie für den Vater eine Wohnung mieteten. Die Mutter ging zweimal die Woche hin, um zu putzen und zu kochen, bis er 1970 starb. Zawrel gab nach dem Tod des Vaters seine Arbeit bei der USIA auf und lernte nun dessen Freunde und deren Milieu kennen: „Gentlemen-Ganoven“, die ihre Raubzüge ohne Gewalt durchführten.
Als Zawrel 1972 eine Vorladung aufs Landesgericht Wien erhielt, wusste er, dass es um einen mehrere Monate zurückliegenden Supermarkteinbruch ging, den er mit zwei Komplizen begangen hatte. Einer befand sich bereits in Haft, durch dessen Autodiebstahl alles aufgeflogen war. Zawrel, der inzwischen bei einem Gebrauchtwagenhändler arbeitete, kündigte seine Stelle und statt der gerichtlichen Vorladung Folge zu leisten, tauchten er und der dritte im Bunde in Italien und Frankreich unter, wo sie sich mit Gelegenheitsdiebstählen über Wasser hielten. Er bekam den Tipp, nach Lourdes zu fahren, um an Geld zu kommen, doch als er das Elend der Kranken sah, verließ er Lourdes fluchtartig und kehrte im Spätherbst 1974 nach Hause zurück. Eine Woche später kam er wegen des 1972 verübten Supermarkteinbruchs in Untersuchungshaft.

### Gefangen und den Psychiatern ausgeliefert
Nach einem Jahr Untersuchungshaft wurde Zawrel am 27. Dezember 1975 dem inzwischen meistbeschäftigten Gerichtspsychiater Österreichs, Heinrich Gross, vorgeführt. Zawrel hatte über all die Jahre Gross‘ Tätigkeit als Gerichtspsychiater über die Zeitungen verfolgt und konnte nicht verstehen, „wie es möglich war, dass ein Mann mit so einer Vergangenheit eine so wichtige Stellung im Justizapparat haben konnte, zumal seine Vergangenheit durch den Prozess vor dem Volksgericht bekannt war“. Gross gegenübersitzend sagte Zawrel:

„Glauben Sie mir, ich kenne Menschen, die haben hunderttausende Mal mehr verbrochen wie ich, aber die sind heute wieder angesehene Leute, sind in hohen Funktionen und so.“

Gross verstand nicht und erkannte Zawrel nicht. Auf die Frage, ob er schon einmal psychiatriert worden sei, antwortete Zawrel:

„Herr Doktor, für einen Akademiker haben sie aber ein sehr schlechtes Gedächtnis. […] Herr Doktor, können Sie überhaupt noch gut schlafen? Haben sie schon vergessen die vielen toten Kinder vom Pavillon 15, haben sie schon die gemarterten und misshandelten Kinder vom Pavillon 17 vergessen?“

Gross fragte Zawrel, ob er noch andere von damals kenne und ob er jemandem davon erzählt habe. Nachdem Zawrel die Fragen verneint hatte – er hatte seiner Mutter wegen der jüngeren Geschwister versprochen, nie wieder über den Spiegelgrund zu sprechen –, meinte Gross, das ändere die Lage, und versprach Zawrel in kameradschaftlicher Weise jede gutachterliche Hilfe. Mit dem Gutachten, das er anfertigte, sprach er sich jedoch dafür aus, Zawrel in einer Anstalt für gefährliche Rückfallstäter für immer hinter Gitter zu behalten, und untermauerte dies u. a. mit dem Gutachten Illings aus dem Jahr 1943.
Am 3. Mai 1976 schrieb Zawrel einen Brief an Justizminister Christian Broda, in dem er ihm die Sachlage schilderte und seine Bestürzung darüber äußerte, dass dreißig Jahre nach dem Tod des wegen 250-fachen Meuchelmords hingerichteten Illing Gross noch als Gutachter auftreten dürfe. Es kam keine Antwort, auch nicht auf einen neuerlichen Brief, den Zawrel am 15. Mai abschickte. Am 25. Mai wurde Zawrel zu sechseinhalb Jahren Gefängnis und anschließender Einweisung in eine Anstalt für gefährliche Rückfallstäter verurteilt. Als er beim Hinausgehen zu Gross sagte, dies sei dessen letzte Gaunerei, warnte Gross ihn, er solle vorsichtig sein, „in der Psychiatrie ist es nicht so schön“.
Ein Schreiben an den Oberstaatsanwalt Otto F. Müller blieb ebenfalls unbeantwortet. Am 21. Juli 1976 wurde Zawrel in die Strafanstalt Stein überstellt und bekam dort am 23. Februar 1977 Besuch von dem Neurologen und Psychiater Otto Schiller, der mit Gross befreundet und ebenfalls Gerichtssachverständiger war. Schiller sollte ein Gutachten zur Frage der Voraussetzungen für eine Einweisung in eine Anstalt für gefährliche Rückfallstäter erstellen und dabei auf die Vorwürfe Zawrels gegen das Gutachten von Gross eingehen. Auch dieses, ein halbes Jahr später fertiggestellte Gutachten fiel für Zawrel vernichtend aus; Schiller stellte alles so dar, als hätte sich Zawrel seine Erlebnisse am Spiegelgrund nur eingebildet. Unter anderem schrieb er über Zawrel:

„Bei Friedrich Zawrel handelt es sich um ein psychopathisches Syndrom, das bewiesen durch die Tatsachen der Vorstrafen zu schweren Einordnungsschwierigkeiten im Leben geführt hat.“

Als Beweis für Gross‘ Unschuld führte er an, dass dieser im Wahlkampf im Frühjahr 1971 zum Befürwortungsgremium für den Bundespräsidenten Franz Jonas gehörte und der Bundespräsident schließlich auf Sauberkeit bedacht sei. Werner Vogt schrieb 1989 über dieses Gutachten:

„Als Schiller das von sich gab, fand sich kein Richter, der das Gutachten dorthin getan hätte, wo es hingehört: Zuerst dem Verfasser um die Ohren, dann auf den Mist.“

### Unterstützung für Zawrel
Nachdem Zawrel zunächst völlig verzweifelt war, kam er im Herbst 1978 auf die Idee, sich an den Kurier zu wenden. Er schaffte dies mittels eines Kassibers, den ein zu entlassender Häftling für ihn hinausschmuggelte. Zwei Wochen später kam der Journalist Wolfgang Höllrigl zu ihm, und der als sehr fortschrittlich geltende Gefängnisdirektor Schreiner sagte zu Zawrel: „Das hast du nicht blöd gemacht.“ Höllrigl hörte sich im Beisein des Direktors eineinhalb Stunden Zawrels Geschichte an. Am 17. Dezember 1978 erschien im Kurier der ganzseitige Artikel mit dem Titel: „Ein Häftling erkannte in Österreichs meistbeschäftigtem Gerichtspsychiater Dr. Gross einen NS-Arzt wieder. Ein Arzt aus der NS-Mörderklinik.“ Nicht nur die Vergangenheit von Gross wurde darin beleuchtet, auch einige auf Basis seiner Gutachten gefasste Urteile aus großen Prozessen wurden kritisch unter die Lupe genommen.
Der Oberst aus der Justizwache, der an diesem Tag die von den Häftlingen abonnierten Tageszeitungen zensierte (etwa wurden Artikel über Verurteilungen schwarz angemalt), fragte Zawrel, ob er Höllrigls Artikel unzensiert lassen solle. Zawrel wollte, dass alle ihn lesen können, und erntete große Zustimmung von Mitgefangenen, die ebenfalls von Gross begutachtet wurden. Zudem bekam er nun eine Einzelzelle, in der er sich wohler fühlte als in der Gemeinschaftszelle. Er konnte sich in Stein auch weiterbilden und dankte dafür namentlich dem Sozialarbeiter Karl Rottenschlager.
Die Arbeitsgemeinschaft Kritische Medizin, zu der Michael Hubenstorf, der bereits zuvor auf Gross aufmerksam geworden war, und Werner Vogt gehörten, engagierte sich in der Sache. Gross verklagte Vogt wegen übler Nachrede – Vogt hatte Gross im Jänner 1979 auf einem Flugblatt die Beteiligung an der Tötung von hunderten geisteskranken Kindern vorgehalten. In dem Verfahren, das in Erster Instanz am 22. Februar 1980 zu einem Schuldspruch für Vogt führte, sollte Zawrel aussagen, doch als er vom Spiegelgrund berichten wollte, fuhr Richter Bruno Weis ihn an, dass das nicht hierher gehöre.
Die kritischen Mediziner und Vogts Anwalt, Johannes Patzak, sammelten immer mehr Beweise, obwohl ihnen mancher Weg versperrt wurde; z. B. bekam Patzak, obwohl er eine Vollmacht von Zawrel besaß, keine Einsicht in dessen Krankenkartei. Am 30. März 1981 folgte der Freispruch Vogts vor dem Oberlandesgericht Wien unter Richter Peter Hoffmann. Das war zwar keine Verurteilung Gross‘, aber eine Schuldigsprechung. Die Staatsanwaltschaft klagte ihn dennoch nicht wegen Beihilfe zum Mord an, sondern befand, dass es sich bloß um Totschlag handle, und dieser sei verjährt.
Vogt setzte sich nach seinem eigenen Freispruch für Zawrels Entlassung ein. Im Juni 1981 veröffentlichte er im Profil einen Cover-Artikel mit der Schlagzeile „Justizskandal Zawrel – Wer schützt uns vor Gerichts-Gutachten?“ und stellte darin fest:

„Ich habe seine ‚Krankengeschichte‘, seine Gerichtsakten, Urteile, Gutachten gelesen und bin überzeugt, dass man Friedrich Zawrel befreien muss. […] Was er getan hat, steht in keinem Verhältnis zu dem, was ihm angetan wurde.“

Zawrel wurde am 27. Juli 1981, nach einem neuerlichen, diesmal von Gerhard Kaiser durchgeführten und völlig anders klingenden Gutachten, im Alter von 52 Jahren aus der Haft entlassen.

### In Freiheit
Zawrel zog wieder zu seiner Mutter, die inzwischen in Pension war, und arbeitete in einer Siebdruckfirma. 1983 machte er den Führerschein und fand eine Anstellung als Lieferfahrer eines Wiener Büro- und Schulartikelherstellers, der unter anderem mit Jugend am Werk zusammenarbeitete. Durch seine Tätigkeit musste er auch mehrmals wöchentlich auf den Steinhof (den ehemaligen Spiegelgrund), um die dortige Werkstätte von Jugend am Werk mit Arbeit zu beliefern. Im selben Haus wie die Werkstätte befand sich auch die Dienstwohnung von Gross, und so begegnete er ihm mehrmals. Die beiden grüßten sich nicht. In der Hoffnung, den Steinhof nicht mehr beliefern zu müssen, erzählte Zawrel seinem Chef davon, doch es erfolgte keine Änderung.
Nach einem Herzinfarkt wurde Zawrel 1996 in Pension geschickt und bezog eine Mindestpension mit Ausgleichszulage von rund 8.000 Schilling.
Mit Werner Vogt nahm Zawrel nach seiner Haft zunächst nur spärlich Kontakt auf, denn er hatte wegen seiner kriminellen Vergangenheit Hemmungen und wollte ihm nicht schaden. Auch als ein weiteres Spiegelgrundopfer, Johann Gross, sich bei ihm wegen eines gemeinsamen Treffens meldete, schlug er das Angebot aus. Zawrel war, wie er in seiner Biografie 2001 erzählte, froh, dass er zu Hause sein konnte und alles vorbei war.

„Und dass ich lebe. Ich habe die Erfahrung gemacht, dass alles sinnlos ist. Ich bin gegen eine Mauer gerannt, Gross ist weiter der angesehene Gutachter und verdient Millionen.“

Schließlich kam es Ende 1997 doch noch zu einer Mordanklage gegen Gross – nach akribischen Recherchen des Historikers Mathias Dahl und der Profil-Redakteurin Marianne Enigl, der Anzeige durch Wolfgang Neugebauer und – die Staatsanwaltschaft schlug neuerlich die Einstellung des Verfahrens vor – durch die Befürwortung der Anklage in einer Parlamentsdebatte, nachdem sich Elisabeth Pittermann und Erwin Rasinger dafür ausgesprochen hatten. In neun Fällen wurde Gross‘ direkte Beteiligung an den Kindermorden nachgewiesen, jedoch konnte er sich wegen angeblicher Demenz dem Prozess und somit seiner Verurteilung bis zu seinem Tod entziehen.
Im Jänner 1998 nahm Zawrel zum ersten Mal an einem Symposium über Euthanasie teil und besuchte von da an bis zu seinem Tod unzählige Schulen und Veranstaltungen, um als Zeitzeuge zu berichten. Ebenso stand er für Dokumentationen zur Verfügung, und es entstanden Filme und Theaterstücke (siehe Abschnitt Künstlerische Auseinandersetzung).
Wolfgang Neugebauer half Zawrel im Jahr 2000 beim Beantragen einer Opferrente. Sie füllten gemeinsam das Ansuchen aus, weiters benötigte Zawrel ein ärztliches Gutachten. Der Amtsarzt blätterte in seinem Akt, sprach mit Zawrel kein Wort, dann diktierte er seinen Befund:

„Laut jugendpsychiatrischem Gutachten vom 12. Jänner 1944 handelt es sich um einen erblich schwerbelasteten, charakterlich nach mehreren Richtungen grob abartigen Jugendlichen, wobei im Vordergrund eine monströse Gemütsarmut zu beobachten ist […]“

Zawrel verließ die Praxis fluchtartig. Schließlich erlangte er aber doch eine Rente nach dem Opferfürsorgegesetz und konnte ab nun mit insgesamt 14.000 Schilling (rund 1.000 Euro) leben.
Zawrel erhielt außerdem eine Entschädigung vom Nationalfonds der Republik Österreich für Opfer des Nationalsozialismus (5.087,10 Euro). Er wurde 2008 mit dem Goldenen Verdienstzeichen der Stadt Wien ausgezeichnet. 2013 bekam er das Goldene Ehrenzeichen für Verdienste um die Republik Österreich verliehen, die Laudatio dazu hielt Werner Vogt.

### Tod

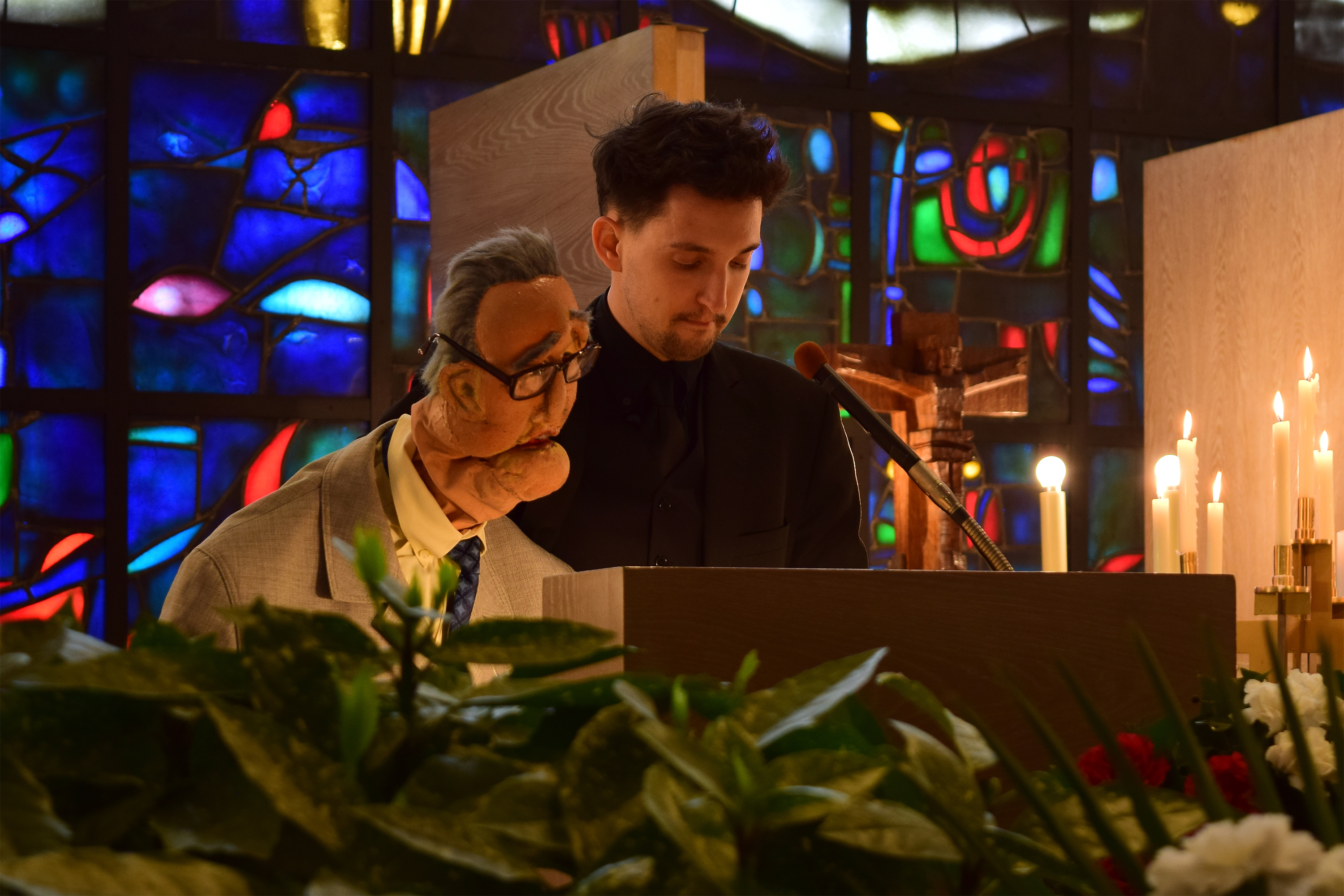
Nikolaus Habjan bei seiner Trauerrede mit der Handpuppe F. Zawrel

Zawrel starb am 20. Februar 2015. Stadträtin Sonja Wehsely würdigte sein Wirken in einer Presseaussendung:

„Friedrich Zawrel war bereit, durch seine Zeitzeugenberichte Zeit seines Lebens sein eigenes Martyrium immer und immer wieder neu zu durchleben. Er hat dies in bewundernswerter Weise auf sich genommen, um einen außergewöhnlichen Beitrag dazu leisten, dass die nachkommenden Generationen sich ihrer Verantwortung stellen. […] Friedrich Zawrel hat uns immer vor Augen geführt, dass wir diese Verantwortung wahrnehmen müssen. Sein Ableben darf kein Schlussstrich unter die Verbrechen vom Spiegelgrund sein. Wir müssen den Gedanken und die Erinnerung an diese Greueltaten aufrecht erhalten und uns der Auseinandersetzung mit der Vergangenheit stellen, ganz im Sinne des 'Niemals vergessen!' Das sind wir alle Friedrich Zawrel schuldig.“

Die Verabschiedung von Zawrel fand am 16. März in der Feuerhalle Simmering statt. Redner waren Werner Vogt, Sonja Wehsely, Wolfgang Brandstetter und Nikolaus Habjan.
Friedrich Zawrel wurde am 20. April 2015 auf dem Wiener Zentralfriedhof in einem Ehrengrab (Gruppe 40, Reihe 6, Nummer 21) bestattet.

## Auszeichnungen

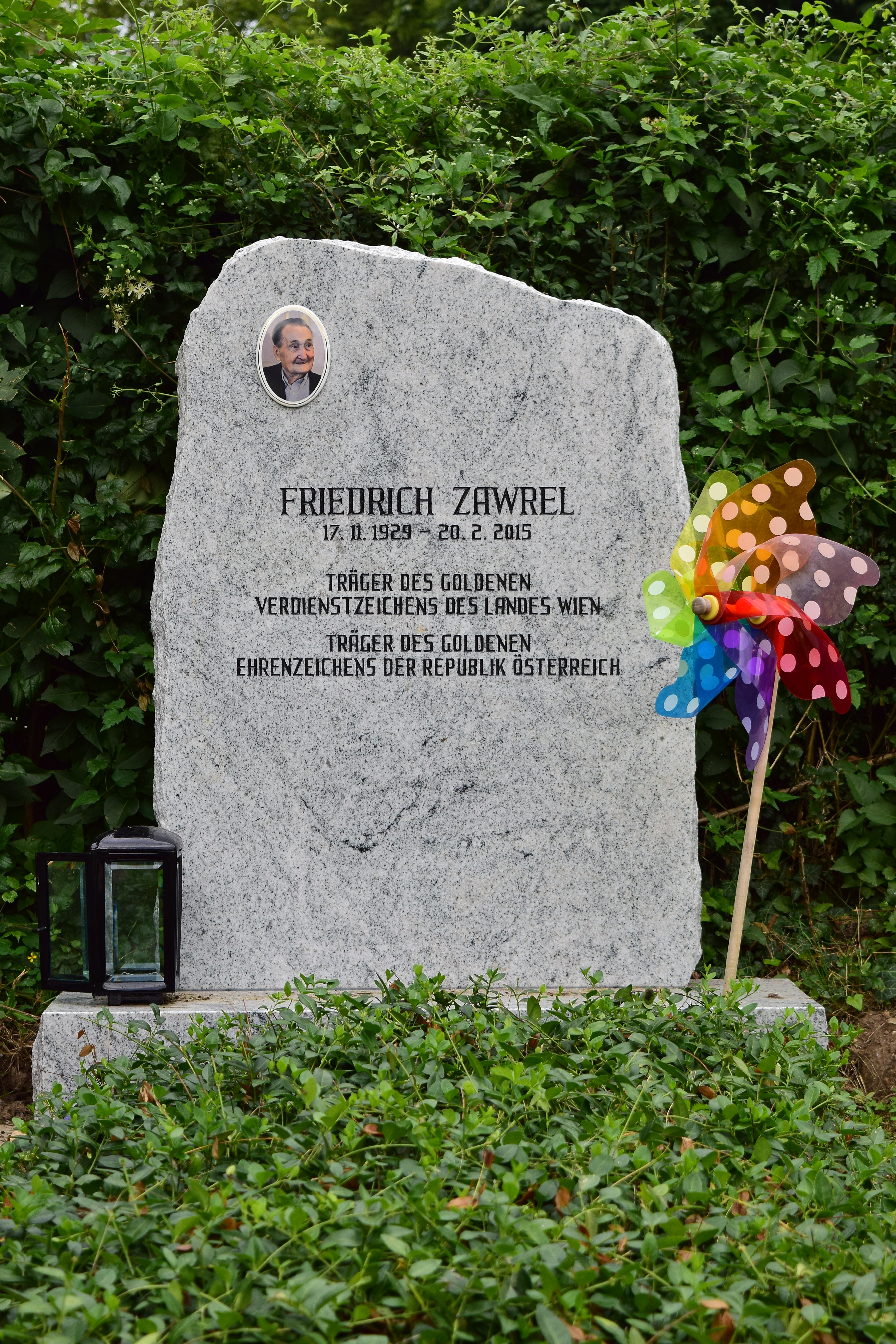
Ehrengrab von Friedrich Zawrel am Wiener Zentralfriedhof

- 2008: Goldenes Verdienstzeichen der Stadt Wien[18]
- 2013: Goldenes Ehrenzeichen für Verdienste um die Republik Österreich[19]
- 2016: Am 15. Juni 2016 wurde die Neue Mittelschule in der Hörnesgasse in Wien-Landstraße nach Zawrel benannt.[20] Proteste gegen diese Benennung gab es seitens der FPÖ.[21]
- 2023: Benennung der Brücke in Verlängerung der Ruckergasse über den Wienfluss zur Linken Wienzeile in 1120 Meidling als „Friedrich-Zawrel-Brücke“[22]

## Künstlerische Auseinandersetzung

### Drama
- Stefan Geszti: In der Psychiatrie ist es nicht so schön …, 33 Short Cuts aus dem Leben des Friedrich Zawrel, Uraufführung Theater in der Josefstadt 2008.[23]
- F. Zawrel – Erbbiologisch und sozial minderwertig, Puppenspiel, Uraufführung am 23. März 2012 im Schubert Theater
Regie: Simon Meusburger, Puppen: Nikolaus Habjan.[24] – Nestroy-Theaterpreis für die beste Off-Produktion 2012
- Christoph Klimke: Spiegelgrund, Uraufführung am Wiener Volkstheater, 4. September 2005. Regie: Johann Kresnik.

### Film
- Angelika Schuster, Tristan Sindelgruber: Kinder- und Jugendfürsorge (Teil 7 der Filmreihe Vergessene Opfer), 2002/2012, Lebensgeschichtliches Interview mit Friedrich Zawrel[25]
- Elisabeth Scharang: Mein Mörder, 2005 (mit einem kurzen Auftritt Zawrels als Prozess-Zuschauer), Wega Film Wien.
- Elisabeth Scharang: Meine liebe Republik, 2006, Dokumentation mit Friedrich Zawrel und Florian Klenk, Wega Film Wien.[26]